# Unokáink sem fogják látni…
Az Unokáink sem fogják látni… (avagy Városvédő Pallasz Athéné kezéből időnként ellopják a lándzsát) a Magyar Televízió 1980-tól közvetített, Magyarország épített örökségének megőrzésével, védelmével foglalkozó műsora volt. A műsor ötletgazdája és szerkesztője egyaránt Ráday Mihály volt. Az Unokáink sem fogják látni… 2010-ben szűnt meg Medveczky Balázs megbízott tévéelnök vezetése alatt.

## Története
Ráday visszaemlékezése szerint, amikor operatőrként dolgozott, Szőnyi G. Sándorral kerestek helyszínt a Bánk bán című tévéfilmhez, ám lényegében mindenütt csak lepusztult műemlékeket találtak. Végül az ausztriai Léka vára lett a forgatás helyszíne, ám Ráday elgondolkodott azon, miként lehet, hogy bár sok helyen évszázadokkal ezelőtt szétlőtték a várat, azok Magyarországon vállalhatatlanul pusztulnak, Ausztriában azonban helyreállítva várják a látogatókat. Ekkor született egy olyan műsor ötlete, amely nemcsak bemutatná az értékeket, de agitálna is a megmentésük érdekében. A címet az akkoriban futó Unokáink is látni fogják című, a kortárs építészeti törekvéseket bemutató műsortól kölcsönözték, az adás emblémájává váló városvédő Pallasz Athéné alakját – és a jelmondatot, miszerint időnként az ő kezéből is kilopják a lándzsát – Ráday találta ki, Devecseri Gábor fordításait olvasva. Kő Pál ezt a mottót bronzba is öntötte a Podmaniczky Frigyes téren álló emlékműben, Podmaniczky kezébe adva a lándzsa nélküli városvédő alakját.
Az első adásra – még egyfajta pilotműsorként, kisfilm jelleggel – 1980. február 22-én került sor, az MTV 1-es csatornáján a 20 órakor kezdődő Terefere című műsorában, és mindössze kilencperces volt. 1981. május 28-án volt a következő kisfilm, még szintén a Terefere műsorában, majd ősztől – először 1981. október 10-én, szombaton 18:00-tól 18:25-ig – önálló műsorként, közel fél órányi műsoridővel kéthavonta jelentkezett, majd 1983 áprilisától körülbelül havonta – évente 10-12 alkalommal – került adásba.

## Hatása
A műsor harminc éven keresztül hívta fel a figyelmet értékes épületek, építmények rossz kivitelezéséből, elhanyagoltságából, pusztulásából fakadó hibákra, hiányosságokra, veszélyekre. Még felsorolásként sem lehet áttekinteni, hány városképi és urbanisztikai szempontból egyaránt értékes épület, építmény köszönheti a megmaradását, apró részleteinek megmentését és a felújítását az Unokáink sem fogják látni… sorozatnak. Ráday a műsor anyagaiból több kötetet is összeállított, van olyan, amelyik közel ezer oldalon át sorolja a műsor anyagait és a visszhangokat, az épületek sorsának további alakulását.
Talán legfontosabb hatásnak a szemléletformálást tekinthetjük, vagyis azt, hogy a műsor nézői másként tekintettek a lepusztult, hajdanvolt szépségüket elvesztő, később számos esetben műemlékké nyilvánított épületekre, díszekre, közterületi alkotásokra, utcabútorokra. Zappe László kritikus már 1981-ben, az adás indulásának évében így fogalmazott:

„Irigylem Ráday Mihályt, alighanem a szemét irigylem. Azt, hogy mi mindent képes meglátni, mi mindent tud védelemre szorulónak gondolni. Mennyi megóvandó értéket lát környezetünkben.”

Göncz Árpád pedig a húsz évvel később, 2001-ben megjelent Városvédőbeszédek című könyv ajánlójában írja:

„1980 óta Budapestet – sőt, jószerivel az egész országot – Ráday Mihály szemével látom. Nem csak azt, amit (…) »unokáink sem fogják látni« jóslattal címkéz, hanem azt is, amit országjáró útjaimon már jómagam is azzal a kimondatlan gondolattal idézek: vajon látta-e Ráday? Írt-e róla Ráday? Ami mögött ott bujkál a remény?”

Ráday saját elmondása szerint az esti, 21 és 23 óra közti idősávba helyezett műsor hajdan kétmillió nézőt ültetett le a tévé képernyője elé. Később, már amikor a délelőtti órákban adták a műsort, emiatt nézettsége szerényebb lett.
Az 1980-as évek elejére esik, hogy országszerte megalakultak a helyi városvédő- és szépítő egyesületek, köztük a Budapesti Városvédő Egyesület is, aminek Ráday kezdetben alelnöke, majd elnöke is lett. Néhány településen – köztük Kaposváron – már létezett ilyen egyesület, de kétségtelen, hogy a műsor adott lendületet újabbak megalakításához. Az egyesület(ek) és a műsor élete összefonódott, hiszen a számos, a műsorban elhangzó felhívásra mozdultak meg a helyiek, és a helyiek segítségkérésének adott hangot a műsor.

## Megszűnése
2010. szeptember 20-án a Magyar Televízió Ráday Mihály munkáját oklevéllel ismerte el, egyúttal nyugdíjazták is, és műsorát megszüntették. Őszre tizenötezren írták alá azt a petíciót, ami a műsor megszüntetését kifogásolta, és újraindítását követelte, de eredménytelenül.

## Díjak
- 1982 – 20. Magyar film- és tévékritikusok díja – televíziókritikusok díja[12]
- 1982 – 22. miskolci tévéfesztivál – az MTV elnökének különdíja (a sorozat létrehozásáért Ráday Mihály operatőr)[13][14][15]